# Lieuwe de Boer
Lieuwe de Boer né le 26 juin 1951 à Ureterp est un ancien patineur de vitesse néerlandais.

## Biographie
Il est spécialiste des courtes distances (500 et 1 000 m). Lieuwe de Boer a participé à une seule édition des Jeux olympiques d'hiver, celle de 1980, durant laquelle il a obtenu une médaille de bronze au 1 000 m. Après avoir mis à terme à sa carrière, il est devenu entraîneur pour des jeunes patineurs.

## Records personnels
| Épreuve | Temps         | Date |
| ------- | ------------- | ---- |
| 500 m   | 37 s 66       | 1981 |
| 1 000 m | 1 min 16 s 65 | 1980 |
| 1 500 m | 2 min 02 s 44 | 1981 |
| 3 000 m | 1 min 48 s 53 | 1982 |
| 5 000 m | 8 min 30 s 3  | 1982 |